# Charlie Hore
Charlie Hore (Dunedin, 28 agosto 1976) è un ex rugbista a 15 neozelandese, il cui ruolo in carriera agonistica era quello di mediano d'apertura.

## Biografia
Nativo di una famiglia agricola nella regione di Otago, Charlie Hore è fratello di Andrew, internazionale neozelandese e campione del mondo nel 2011, e figlio di un'ex giocatrice internazionale di hockey su prato.
Nel 1998 debuttò a livello provinciale per Otago, con cui scese in campo solo in 18 incontri in tre stagioni; passò quindi a Canterbury nel 2001, con 13 incontri totali e la vittoria nel National Provincial Championship del 2004.
Si trasferì quindi in Europa in Celtic League presso gli scozzesi del Border Reivers e, tornato una prima volta in patria per giocare con Otago, valutò l'ipotesi di smettere, se non fossero arrivati proposte di contratto, per impiegarsi nell'attività agricola di famiglia oppure nell'impresa di costruzioni del padre della sua compagna, l'ex giocatrice internazionale di netball Belinda Colling; nel novembre 2007 giunse invece una offerta dalla Francia, al Dax, per una stagione, in sostituzione di un giocatore infortunato fino a fine campionato.
Alla fine della stagione, nel luglio 2008, Hore fu ingaggiato in Italia al Viadana, per un'ulteriore stagione europea; tornato in Nuova Zelanda rimandò il suo ritiro per disputare un'ultima stagione con Otago.
Definitivamente ritiratosi dall'attività, lavora nell'azienda di famiglia a Ranfury (Otago) ed è padre di quattro figli, avuti con Belinda Colling, nel frattempo divenuta sua moglie.

## Palmarès
- National Provincial Championship: 1
2004